# Myjka ciśnieniowa

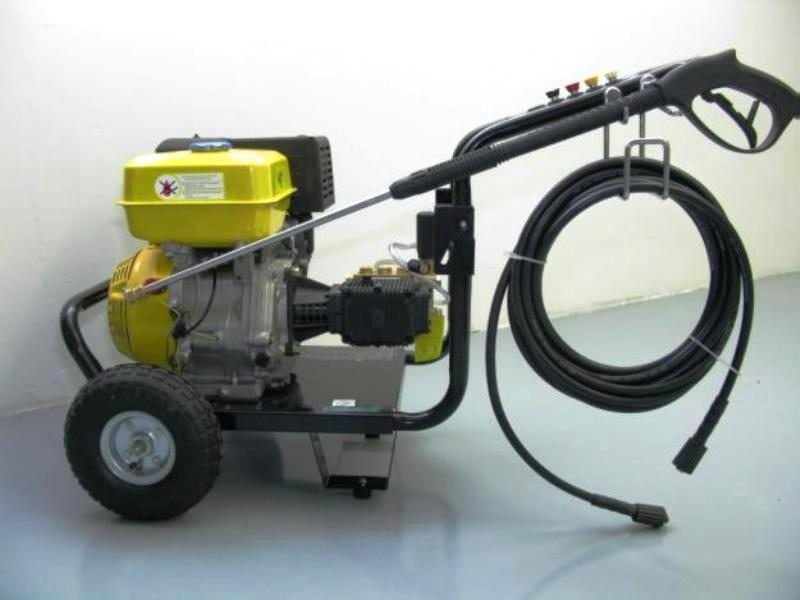
Spalinowa myjka ciśnieniowa

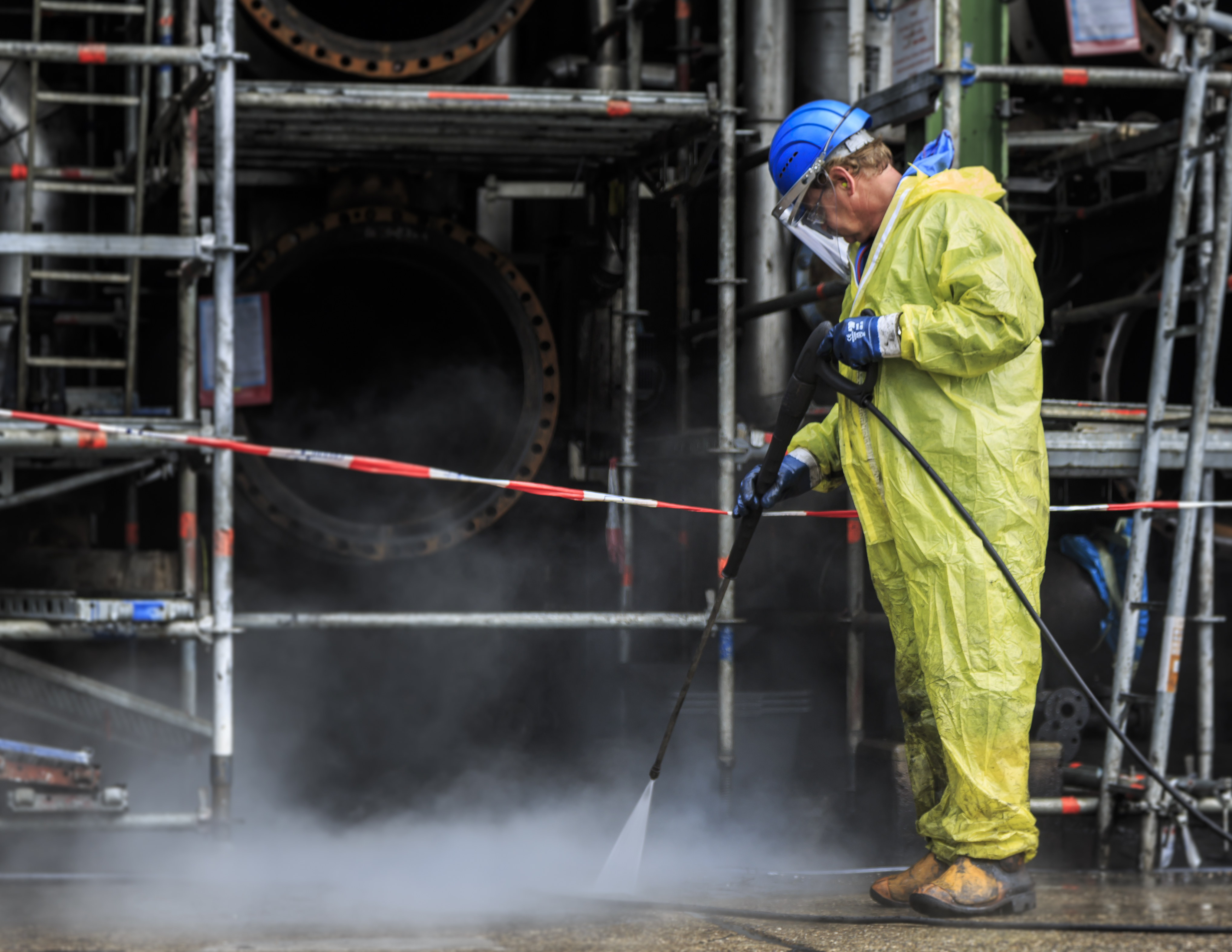
Myjka ciśnieniowa w użyciu

Myjka ciśnieniowa (pot. karcher) – urządzenie czyszczące, zwiększające ciśnienie wody doprowadzanej z zewnątrz, najczęściej za pomocą węża. Woda sprężana jest za pomocą pompy wody, a następnie doprowadzana do pistoletu natryskowego pod wysokim ciśnieniem. Średniej klasy urządzenia mogą wytworzyć ciśnienie rzędu 150-200 barów. Dzięki zastosowaniu specjalnych filtrów, możliwe jest pobieranie wody z otwartych zbiorników np. oczek wodnych. Myjki ciśnieniowe można podzielić na zimno- i gorącowodne. Te drugie dodatkowo podgrzewają wodę, która w efekcie posiada lepsze właściwości myjące.

## Rodzaje myjek ciśnieniowych

### Myjki elektryczne
Najpopularniejsze na rynku są myjki elektryczne. Najczęściej wybierane do przydomowych prac porządkowych, takich jak mycie samochodu, kostki brukowej czy mebli ogrodowych. Ich zaletą jest cicha praca, niewielka masa, niski koszt zakupu i eksploatacji. Nie są przystosowane do ciągłej pracy.

#### Cechy przenośnych myjek elektrycznych
- niewielki koszt zakupu,
- niskie koszty eksploatacji,
- cicha praca,
- średnia wydajność,
- wymagany dostęp do sieci elektrycznej,
- mała waga.

### Myjki spalinowe
Do zastosowań profesjonalnych częściej wybierane są myjki o napędzie spalinowym. Są bardziej wydajne i nie wymagają połączenia z siecią elektryczną. Koszt zakupu myjek spalinowych jest wyższy w porównaniu z myjkami elektrycznymi. W dodatku generują one spaliny, przez co nie powinny być użytkowane w pomieszczeniach zamkniętych. Użytkownicy mają do wyboru myjki z silnikami benzynowymi oraz Diesla. Szczególnie polecane są te drugie z uwagi na wyższą trwałość i niższe spalanie. Myjki o napędzie spalinowym są dużo cięższe, niż myjki elektryczne. Dlatego też w większości przypadków ich konstrukcja oparta jest na kółkach transportowych, co pomaga w przemieszczaniu urządzenia.

#### Cechy przenośnych myjek spalinowych
- wysoki koszt zakupu,
- wysokie koszty eksploatacji,
- głośna praca,
- wysoka wydajność,
- wysoka mobilność urządzenia,
- duża waga.

### Myjki akumulatorowe
Do najbardziej mobilnych i niewymagających zadań można wybrać myjki zasilane akumulatorowo. Najczęściej posiadają one wbudowany pojemnik na wodę. Wadą myjek akumulatorowych jest ograniczony czas pracy (najczęściej do kilkunastu minut) oraz niska wydajność. Dlatego też zaleca się ich użycie do mycia niewielkich powierzchni.

#### Cechy przenośnych myjek akumulatorowych
- średni koszt zakupu,
- niskie koszty eksploatacji,
- cicha praca,
- niska wydajność,
- najwyższa mobilność urządzenia,
- krótki czas pracy na jednym ładowaniu.

## Zastosowanie myjek ciśnieniowych
Myjki ciśnieniowe znajdują zastosowanie w pracach czyszczących w gospodarstwach domowych i przemyśle. Najczęściej stosowane są do:
- mycia pojazdów,
- mycia kostki brukowej,
- mycia elewacji budynków,
- mycia dachów.